# قریه ارکمان
قریه ارکمان (به فرانسوی: Kariat Arekmane) یک شهرک در مراکش است که در استان ناظور واقع شده‌است. قریه ارکمان ۵٬۲۶۶ نفر جمعیت دارد.